# Anita Hendrie
Anita Hendrie (Filadelfia, 1864 – New York, 15 aprile 1940) è stata un'attrice statunitense, conosciuta anche con il nome alternativo di Anita Hendry.

## Biografia
È apparsa in 67 film muti tra il 1908 e il 1912.

### Vita personale
Nata a Filadelfia, in Pennsylvania, figlia di Louise Morton e di un medico, William Scott Hendrie, Anita Hendrie, nel 1908, iniziò a lavorare alla Biograph, dove entrò a far parte del team di attori fissi della casa cinematografica insieme al marito David Miles, sposato nel 1902. Lui avrebbe poi intrapreso - sempre alla Biograph - la carriera di regista, una carriera interrotta dalla sua morte il 28 ottobre 1915.
L'attrice, ritiratasi dal cinema nel 1912, morì a Brooklyn  il 15 aprile 1940 all'età di 76 anni. Venne sepolta a Milford, nel Connecticut, accanto al marito.

## Filmografia
- The Helping Hand, regia di David Wark Griffith – cortometraggio (1908)
- The Maniac Cook, regia di David Wark Griffith – cortometraggio (1909)
- The Honor of Thieves, regia di David Wark Griffith – cortometraggio (1909)
- Love Finds a Way, regia di David Wark Griffith – cortometraggio (1909)
- Those Boys!, regia di David Wark Griffith – cortometraggio (1909)
- The Criminal Hypnotist, regia di David Wark Griffith – cortometraggio (1909) – cortometraggio
- The Fascinating Mrs. Francis, regia di David Wark Griffith – cortometraggio (1909)
- Mr. Jones Has a Card Party, regia di David Wark Griffith – cortometraggio (1909)
- Those Awful Hats, regia di David Wark Griffith – cortometraggio (1909)
- The Welcome Burglar, regia di David Wark Griffith – cortometraggio (1909)
- The Cord of Life, regia di David Wark Griffith – cortometraggio (1909)
- The Girls and Daddy, regia di David Wark Griffith – cortometraggio (1909)
- The Brahma Diamond, regia di David Wark Griffith – cortometraggio (1909)
- Edgar Allan Poe, regia di David Wark Griffith – cortometraggio (1909)
- A Wreath in Time, regia di David Wark Griffith – cortometraggio (1909)
- Tragic Love, regia di David Wark Griffith – cortometraggio (1909)
- The Joneses Have Amateur Theatricals, regia di David Wark Griffith – cortometraggio (1909)
- The Politician's Love Story, regia di David Wark Griffith – cortometraggio (1909)
- The Golden Louis, regia di David Wark Griffith – cortometraggio (1909)
- At the Altar, regia di David Wark Griffith – cortometraggio (1909)
- His Wife's Mother, regia di David Wark Griffith – cortometraggio (1909)
- A Fool's Revenge, regia di David Wark Griffith – cortometraggio (1909)
- The Roue's Heart, regia di David Wark Griffith – cortometraggio (1909)
- The Salvation Army Lass, regia di David Wark Griffith – cortometraggio (1909)
- The Lure of the Gown, regia di David Wark Griffith – cortometraggio (1909)
- I Did It, regia di David Wark Griffith – cortometraggio (1909)
- The Voice of the Violin, regia di David Wark Griffith – cortometraggio (1909)
- The Deception, regia di David Wark Griffith – cortometraggio (1909)
- And a Little Child Shall Lead Them, regia di David Wark Griffith – cortometraggio (1909)
- The Medicine Bottle, regia di David Wark Griffith – cortometraggio (1909)
- Jones and His New Neighbors, regia di David Wark Griffith – cortometraggio (1909)
- A Drunkard's Reformation, regia di David Wark Griffith – cortometraggio (1909)
- Trying to Get Arrested, regia di David Wark Griffith – cortometraggio (1909)
- The Road to the Heart, regia di David Wark Griffith – cortometraggio (1909)
- Schneider's Anti-Noise Crusade, regia di David Wark Griffith – cortometraggio (1909)
- A Rude Hostess, regia di David Wark Griffith – cortometraggio (1909)
- The Winning Coat, regia di David Wark Griffith – cortometraggio (1909)
- A Sound Sleeper, regia di David Wark Griffith – cortometraggio (1909)
- Confidence, regia di David Wark Griffith – cortometraggio (1909)
- Lady Helen's Escapade, regia di David Wark Griffith – cortometraggio (1909)
- A Troublesome Satchel, regia di David Wark Griffith – cortometraggio (1909)
- The Drive for a Life, regia di David Wark Griffith – cortometraggio (1909)
- Twin Brothers, regia di David Wark Griffith – cortometraggio (1909)
- Lucky Jim, regia di David Wark Griffith – cortometraggio (1909)
- Tis an Ill Wind That Blows No Good, regia di David Wark Griffith – cortometraggio (1909)
- The Note in the Shoe, regia di David Wark Griffith – cortometraggio (1909)
- One Busy Hour, regia di David Wark Griffith – cortometraggio (1909)
- The French Duel, regia di David Wark Griffith – cortometraggio (1909)
- A Baby's Shoe, regia di David Wark Griffith – cortometraggio (1909)
- The Jilt, regia di David Wark Griffith – cortometraggio (1909)
- Resurrection, regia di David Wark Griffith – cortometraggio (1909)
- Two Memories, regia di David Wark Griffith – cortometraggio (1909)
- Eloping with Auntie, regia di David Wark Griffith – cortometraggio (1909)
- The Cricket on the Hearth, regia di David Wark Griffith – cortometraggio (1909)
- What Drink Did, regia di David Wark Griffith – cortometraggio (1909)
- The Lonely Villa, regia di David Wark Griffith – cortometraggio (1909)
- The Son's Return, regia di David Wark Griffith – cortometraggio (1909)
- Her First Biscuits, regia di David Wark Griffith – cortometraggio (1909)
- The Peachbasket Hat, regia di David Wark Griffith – cortometraggio (1909)
- At the Duke's Command, regia di Thomas H. Ince – cortometraggio (1911)
- The Secret of the Palm, regia di Joseph W. Smiley – cortometraggio (1911)
- The Penniless Prince, regia di Thomas H. Ince – cortometraggio (1911)
- The Scarlet Letter, regia di Joseph W. Smiley, George Loane Tucker – cortometraggio (1911)
- Over the Hills, regia di Joseph W. Smiley e George Loane Tucker (1911)
- Does Your Wife Love You? – cortometraggio (1912)
- The Closed Bible, regia di David Miles – cortometraggio (1912)
- The Unwilling Bigamist, regia di David Miles – cortometraggio (1912)
- The Better Influence – cortometraggio